# 2-Fosfo-L-laktat transferaza
2-Fosfo-L-laktat transferaza (EC 2.7.8.28, LPPG:Fo 2-fosfo--laktat transferaza, LPPG:7,8-didemetil-8-hidroksi-5-deazariboflavin 2-fosfo--laktat transferaza, MJ1256, laktil-2-difosfo-(5')guanozin:Fo 2-fosfo--laktat transferaza, CofD) je enzim sa sistematskim imenom (2S)-laktil-2-difosfo-5'-guanozin:7,8-didemetil-8-hidroksi-5-deazariboflavin 2-fosfo--laktat transferaza. Ovaj enzim katalizuje sledeću hemijsku reakciju
(2S)-laktil-2-difosfo-5'-guanozin + 7,8-didemetil-8-hidroksi-5-deazariboflavin {\displaystyle \rightleftharpoons } GMP + koenzim F420-0
Ovaj enzim učestvuje u biosintezi koenzima F420.

## Literatura
- Nicholas C. Price; Lewis Stevens (1999). Fundamentals of Enzymology: The Cell and Molecular Biology of Catalytic Proteins (Third изд.). USA: Oxford University Press. ISBN 019850229X.
- Eric J. Toone (2006). Advances in Enzymology and Related Areas of Molecular Biology, Protein Evolution (Volume 75 изд.). Wiley-Interscience. ISBN 0471205036.
- Branden C; Tooze J. Introduction to Protein Structure. New York, NY: Garland Publishing. ISBN 0-8153-2305-0.
- Irwin H. Segel. Enzyme Kinetics: Behavior and Analysis of Rapid Equilibrium and Steady-State Enzyme Systems (Book 44 изд.). Wiley Classics Library. ISBN 0471303097.

## Spoljašnje veze
- 2-phospho-L-lactate+transferase на 